# Hallbergmoos
Hallbergmoos là một đô thị thuộc huyện Freising trong bang Bayern nước Đức. Đô thị Hallbergmoos có diện tích 35,06 km², dân số thời điểm 31 tháng 12 năm 2006 là 8641 người.
Augsburg Airways, có trụ sở ở Hallbergmoos.